# Пекариевые
Пе́кариевые, или пе́кари (лат. Tayassuidae), — семейство нежвачных парнокопытных млекопитающих. Прежде причислялись к семейству свиных. Слово «пе́кари» заимствовано из языка бразильских индейцев тупи. Оно переводится на русский как «зверь, проделывающий много дорог в лесу».

## Происхождение
Пекари уже в эоцене, 50 миллионов лет назад, отделились от свиней и с нижнего олигоцена независимо развивались в Новом Свете. В Южную Америку перебрались лишь 9 миллионов лет назад, когда сформировался Панамский перешеек. В Европе и Азии пекари тоже водились, но исчезли в нижнем плиоцене.

## Признаки семейства
Пекари существенно отличаются от свиней и по ряду особенностей ближе стоят к жвачным копытным:
- Желудок у пекари разделен на 3 отдела, передний из которых имеет пару колбасовидных слепых мешков.
- На задних ногах не 4, как у свиней, а 3 пальца.
- Верхние клыки направлены вниз, как у хищников. Клыки трёхгранные, сильные, но не очень длинные и соприкасаются с нижними клыками. Зубов всего 38.
- На задней части спины у пекари есть большая железа, выделяющая мускусоподобный секрет. С его помощью пекари метят свою территорию, вздыбливая щетину на железе и с силой выбрызгивая секрет на стволы деревьев, кусты и траву. Из-за сильного неприятного запаха американцы называют пекари «musk hog» (мускусной свиньёй).

Общим обликом пекари напоминают свинью: голова большая, клиновидная, шея короткая, глаза маленькие, уши слегка закруглённые. Щетина густая, особенно длинная на затылке, шее и спине, где образует гриву; хвост короткий и скрыт в волосах; ноги короткие и тонкие. Пекари мельче свиней: длина тела 75—100 см, высота 44—57 см; масса 16—30 кг.
Несмотря на высокую смертность ошейниковых пекари, продолжительность жизни в неволе достигает 24 года.

## Распространение
Пекари обитают от юго-запада США до Средней Аргентины. Живут в различных условиях, от сухих степей до влажных тропических лесов. Всеядны: питаются травами, корнями и плодами растений, мелкими животными. Активны главным образом ночью, день проводят на лёжках. Держатся стадами. Самки приносят 1—2 детёнышей.
Основные враги пекари — ягуар и пума. На молодых пекари нападают рыжая рысь и койот. Мать энергично защищает молодняк, кусая противника зубами, но не ударяет клыками, как свинья. Разъярённые и напуганные пекари издают характерное щёлканье клыками.

## Виды
Известно 3 современных вида и рода пекари:
- Dicotyles tajacu — Ошейниковый пекари. Высота в плечах составляет от 30 до 50 см. Длина тела 80—100 см. Масса 15—25 кг. Шерсть сероватого цвета практически по всему телу, за исключением щёк, где шерсть имеет желтоватый окрас, и беловато-жёлтого воротника, который охватывает гриву, плечи и шею. На крестце расположены особые спинные железы, присущие только этому виду. Единственный вид пекари, обитающий в США. Ошейниковые пекари имеют очень тесные социальные отношения. Живут в стадах, которые насчитывают от 5 до 15 животных. Травоядные животные, имеющие сложное строение желудка, которое необходимо для переваривания грубой пищи. В южной части ареала пекари питаются разнообразной пищей, включая корни, луковицы, орехи, грибы, иногда могут поедать яйца, падаль, мелких змей и лягушек. В северной части ареала основу питания составляют корни, луковицы, фасоль, орехи, ягоды, различные травы и кактусы.
- Tayassu pecari — Белобородый пекари. Крупнее ошейникового. Окраска серо-коричневая или коричнево-чёрная. На нижней стороне морды большое белое пятно. На севере распространён до Южной Мексики и встречается много реже, чем ошейниковый. По образу жизни сходен с ошейниковым, но образует более крупные стада, до 100 и более голов. Площадь проживания одного стада оценивается от 60 до 200 км², причём пекари останавливаются на определённой области всего на один-два дня. Чаще, чем предыдущий вид, кормится животной пищей. Беременность продолжается 158 дней. Самка приносит, как правило, двух однополых поросят. Вид даёт помеси с ошейниковым пекари.
- Catagonus wagneri — Чакский пекари, или Пекари Вагнера. Долгое время считался вымершим; был впервые описан по окаменелостям. Первый живой экземпляр был обнаружен только 1975 году в Парагвае. Распространён в области Гран-Чако (Боливия, Парагвай, Южная Бразилия), в полузасушливых районах в колючем лесу и в степи с колючими кустарниками. Занесён в международную Красную Книгу.

Ещё один вид, гигантский пекари (Pecari maximus), был описан в 2007 году, но в настоящее время обычно считается младшим синонимом ошейникового пекари.

## Галерея
| |  |  |
| Слева направо: 1 — Ошейниковый пекари в городских условиях. 2 — Белобородый пекари; 3 — Чакский пекари. |  |  |